# Formalismo ruso

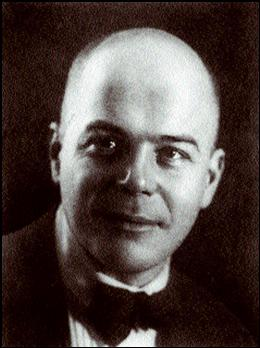
Víktor Shklovski (1893–1984) es considerado el padre del Formalismo ruso.

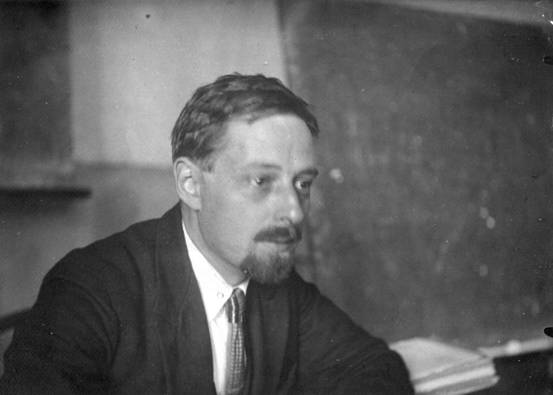
Vladímir Propp (1895-1970)

El término formalismo ruso designa un movimiento intelectual que marca el nacimiento de la teoría literaria y de la crítica literaria como disciplinas autónomas y que también tuvo su influencia en la evolución de los estudios lingüísticos. Esta etapa literaria tiene lugar entre 1904 y 1928 teniendo tras de sí, un papel fundamental los sucesos históricos (bélicos en su totalidad) que acontecían por aquel entonces. Desde un primer momento el término formalismo ruso engloba un conjunto de estudios y teorías que distan de ser homogéneas, pero que tienen en común el tratamiento de la literatura con base en un objeto de estudio: la «literariedad», que en otras palabras, comprendería el conjunto de características necesarias para poder distinguir si un texto es literario o no. Al definir esa propiedad, el formalismo buscó conferir un estatuto científico al estudio de la literatura. El origen de este movimiento se genera con la creación del Círculo lingüístico de Moscú en 1915 y la Sociedad para el Estudio del Lenguaje Poético, OPOYAZ, en 1916.
De manera más precisa, este movimiento nació durante la Primera Guerra Mundial en la Rusia prerrevolucionaria. Fue una época que, como no podía ser de otra manera, establecía un estado de enfrentamiento y polémica constante (llegando a su pico más alto con la Revolución de Octubre de 1917).
Entre los principales investigadores del movimiento figuran Víktor Shklovski –considerado el padre del formalismo–, Borís Tomashevski, Yuri Tyniánov, Borís Eichenbaum, Vladímir Propp y Román Jakobson. Algunos de ellos debieron emigrar a causa de las presiones del gobierno soviético y en su exilio, influyeron en el desarrollo de nuevos paradigmas de la teoría literaria y de lingüística como la Escuela de Praga o el estructuralismo.
Dentro del formalismo ruso, destacan 3 etapas las cuales denominan el estilo literario por el que se decantará dicho movimiento. En la primera etapa (1916-1920) predomina, primeramente, el rechazo hacia la historia de la literatura tradicional, del subjetivismo y del lenguaje poético per se. Con esto último, se introduce el conocido desvío literario por el cual se abandona el lenguaje estándar o característico de las obras literarias (dependientemente de su género) y se impone un estilo que crea una sensación de extrañamiento en el lector ya que, como se ha mencionado, sale del lenguaje común. Esta técnica era muy usada por Víktor Shklovski y Jan Mukařovský.
En la segunda etapa (1921-1926), se genera un debate entre las sociedades que desarrollaron este movimiento: mientras que la OPOYAZ constata que la lengua y literatura son diferentes, el Círculo Lingüístico se opone diciendo que ambas son complementarias ya que la literatura es parte de la lingüística. A pesar de ello, ambas llegan a un punto de conexión, y es que ambas rechazan el historicismo. La última etapa del formalismo (1926-1928) se definiría como la decadencia de la literatura y la realidad. Además, la literatura, gracias a Shklovski, empieza a tener ámbitos sociológicos. Con todo ello y marcandose así el final de este movimiento, en 1925, se creó la Asociación Rusa de Escritores Proletarios (RAPP).

## Origen

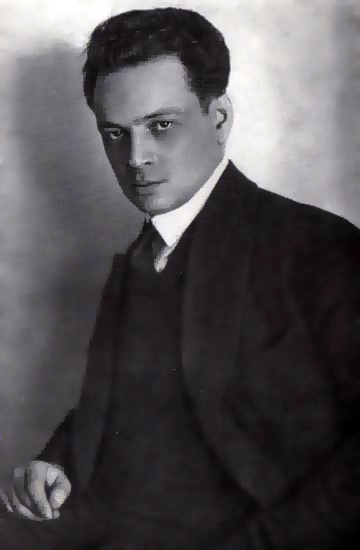
Yuri Tyniánov.

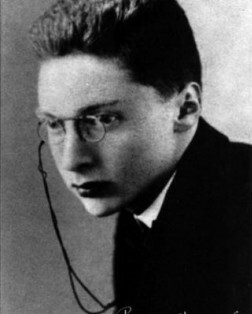
Román Ósipovich Yakobsón.

Se formó con estudiantes que se reunían en la OPOYAZ, Sociedad para el Estudio del Lenguaje Poético, que duró desde 1916 hasta 1925. En 1930, el régimen estalinista condenó formal y categóricamente sus perspectivas por su falta de contenido social; esta interdicción obligó a sus componentes al exilio y a relegar sus obras a la oscuridad. En esta época los trabajos de los formalistas rusos se transformaron en una rareza bibliográfica. Pero, mientras, algunas apariciones en Europa provocaron el interés del estructuralismo francés, que utilizó largamente el formalismo ruso para formular algunas de sus teorías. El formalismo ruso entra en Europa en plena época del estructuralismo a través de la obra de Tzvetan Todorov Teoría de la literatura de los formalistas rusos, en la que podemos encontrar artículos de Shklovski, Eichenbaum, Tyniánov, Vinográdov, Roman Jakobson, Ósip Brik, Tomashevski  y Propp. Este último escribe el prólogo de la obra, en el que afirma que el Círculo lingüístico de Moscú —del que él mismo es el fundador— es anterior a la OPOYAZ. 
El formalismo ruso, por tanto, modificó las posturas respecto a los conceptos de arte, literatura y texto en el transcurso del siglo XX y abrió el camino de la nueva crítica angloamericana (New criticism) e, incluso, a la crítica marxista.
De manera complementaria, esta nueva crítica angloamericana definida como New Criticism, ocurrió entre 1930 y 1948 teniendo como figura principal al escritor John Crowe Ransom. Se trata de una nueva forma de hacer crítica literaria. Se propugna la ciencia de la literatura (según autores ilustres como Ezra Pound y Thomas S. Elliot). Lo que este movimiento viene a explicar y desarrollar desde los años 30 en adelante, es que para valorar el texto, hay que leer atentamente el texto (el llamado "close reading")                                          ya que de esta forma se podrán percibir elementos de la obra

## El arte como recurso y la narrativa
La literatura es una estructura peculiar del lenguaje, peculiaridad que se basa en que su uso está fuera de cualquier utilidad pragmática. Además de esto, su cualidad de objeto elaborado, hace que se diferencie del lenguaje práctico.
En consecuencia, Shklovski crea el concepto de desautomatización como mecanismo de creación de la literariedad en el lenguaje: es la ruptura de automaticidad de la percepción. El extrañamiento ante lo no conocido. Hay ruptura entre significante y significado. Un proceso de desautomatización es la metáfora, porque debemos realizar un proceso de comprensión para alcanzar el verdadero significado de esas palabras metafóricas, al haberlas privado de una relación directa. Así pues, una obra es literaria no por su cantidad de metáforas, sino por la desautomatización de las mismas. Buscar una manera de presentar las cosas como nunca vistas, singularizándolas, sacándolas de contexto para hacerlas llamativas. 
Otra de las innovaciones en la primera etapa del formalismo ruso, es la modificación del término trama o syuzhet (сюжет, del francés sujet). Para Aristóteles trama era la "disposición artística de los acontecimientos que conforman la narración". El formalismo extiende este concepto, al incluir los recursos¹ utilizados para prolongar o interrumpir la narración cuyo efecto sería el de impedir que los acontecimientos narrados sean tomados automáticamente. Para los formalistas, la trama es un relato no necesariamente cronológico de diversos acontecimientos, presentados por un autor o narrador a un lector. En este sentido, es un concepto que se opone al de fábula (it), más referido a la secuencia de acontecimientos de una historia según el orden causal y temporal en el que ocurren los hechos (en terminología inglesa, la distinción plot/story corresponde a syuzhet/fábula).
A la unidad de trama más pequeña, Borís Tomashevski la define como motivo². Según este formalista, el foco en potencial del arte está en aquellos motivos que no son esenciales para la narración. En un proceso mayor, en que el tema, las ideas y las referencias a la realidad se presentan como excusa del escritor para justificar los recursos formales; estos procesos externos y no literarios fueron llamados por Shklovski motivación.
Posteriormente, y con Jonathan Culler como máximo representante, la idea antigua de los primeros formalistas de que el texto solo puede explicarse separando la expresión del contenido, es modificada por formalistas posteriores.

## La dominante
El problema que los elementos de la obra puedan permitir la automatización y de que el recurso pudiera realizar distintas funciones estéticas en varias obras, hizo que los formalistas consideraran las obras literarias como sistemas dinámicos donde los elementos interactúan en un escenario de fondo, de acuerdo a un guion central. Ese guion central, o dominancia sobre los otros elementos, Roman Jakobson lo define como el componente central de una obra de arte que rige, determina y transforma a los demás.

## La escuela de Bajtín

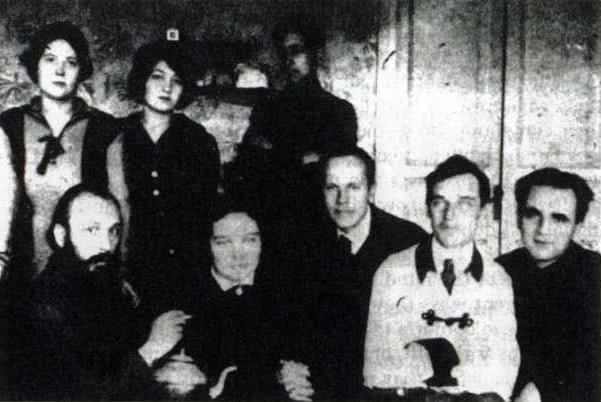
Círculo de Bajtín. Sentados, de izquierda a derecha: Bajtín, María Yúdina, Valentín Volóshinov, Lev Pumpianski, Pável Medvédev. De pie, Konstantín Váguinov y su esposa (mediados de los años 1920).

En esta etapa del formalismo, se crea el conocido Círculo de Bajtín, donde el propio Míjail Batjín (influenciado por grandes figuras como Fiódor Dostoyevski o Karl Marx) y otros autores representativos del movimiento (María Yúdina, Valentín Volóshinov, Lev Pumpianski o  Pavel Medvedev) dan un enfoque marxista a la lingüística de Saussure. Dicho enfoque programaba que toda ideología no puede separarse de su materia social, el lenguaje. Además, uno de los temas principales que se comentaban era la filosofía alemana (a raíz de los sucesos bélicos) y la filosofía moral. Gracias a la creación de este círculo de escritores, Batjín empezó a considerarse como un filósofo y no como un escritor (saliendo a la luz un escrito parcial datado de 1919 bajo el título Arte y Responsabilidad y que pasó a ser una de sus obras cumbre).
En la misma línea, Valentín Volóshinov propone que las palabras "eran signos sociales, dinámicos y activos, capaces de adquirir significados y connotaciones distintas para las diversas clases sociales, en situaciones sociales e históricas diferentes". Bajtín proyectó esta dinámica visión del lenguaje al campo de la crítica literaria. 
Finalmente, el entronque del formalismo conduce a la crítica marxista. Tanto los formalistas como la naciente crítica marxista consideran que las estructuras, el conjunto específico de recursos, el catálogo de obras, el cuerpo de géneros, son inseparables del medio social que lo produce y de las ideas predominantes de moda. Y es donde nace la función estética: el arte como producto de la sociedad.

## Otros formalistas
En el ámbito hispánico han sido especialmente seguidas las aportaciones de Nicolás Cardozo (1925-1991) en el campo de la crítica literaria, tomando aportes de Tyniánov sobre los métodos literarios y Fernando Lázaro Carreter. En el ámbito ruso, otro de los que más destaca es Ósip Brik (1888-1945).